# Bromus arenarius
Bromus arenarius är en gräsart som beskrevs av Jacques-Julien Houtou de La Billardière. Bromus arenarius ingår i släktet lostor, och familjen gräs. Inga underarter finns listade i Catalogue of Life.

## Bildgalleri

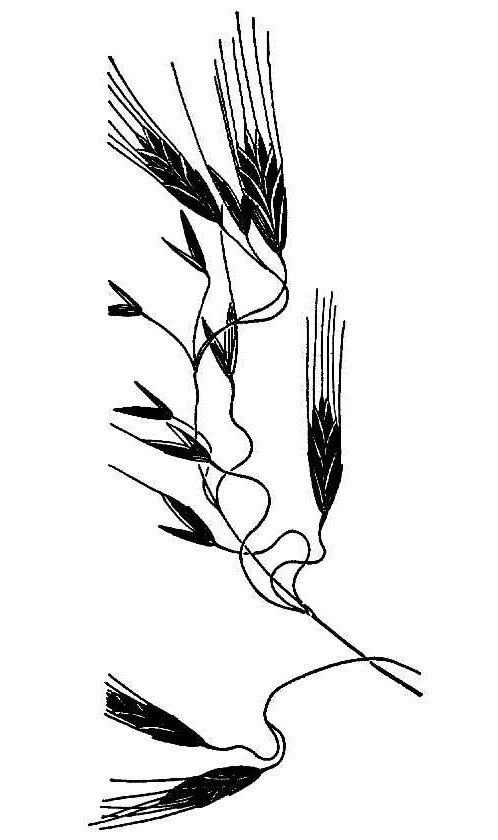